# Carolella aguila
Carolella aguila är en fjärilsart som beskrevs av Józef Razowski och Becker 1986. Carolella aguila ingår i släktet Carolella och familjen vecklare. Inga underarter finns listade i Catalogue of Life.